# Livingston (West Lothian)
Livingston (em scots:  Leivinstoun, em gaélico escocês:  Baile Dhùn Lèibhe é a maior cidade de West Lothian, na Escócia. Designada em 1962, é a quarta nova cidade a ter sido construída a seguir à Segunda Guerra Mundial na Escócia. O seu nome tem origem no da vila de Livingston em West Lothian. Foi desenvolvida originalmente nos então municípios de Midlothian e West Lothian. Encontra-se localizada a cerca de 15 milhas (25 km) a oeste de Edimburgo, e a 30 (48 km) a leste de Glasgow, estando próximo das cidades de Broxburn a nordeste e Bathgate a noroeste.
Livingston foi construída em torno de um conjunto de pequenas aldeias, Livingston Aldeia, Bellsquarry e Livingston Station (actualmente parte de parte de Deans). Tem várias áreas. Estas incluem Craigshill, Howden, Ladywell, Knightsridge, Deans, Dedridge, Murieston, Almondvale, Eliburn, Kirkton e Adambrae. A norte de Craigshill, encontra-se o Houstoun Industrial Estate. A localidade de Livingston, conforme definida pelo Gabinete Geral de Registos para a Escócia (GRO, General Register Office for Scotland) inclui Uphall Station e Pumpherston. O maior assentamento urbano, também como definido pelo GRO, Mid Calder e East Calder. Outras aldeias vizinhas incluem: Kirknewton, Polbeth e West Calder. Em 2001, a cidade tinha uma população de 50 826 de acordo com o censo daquele ano. O censo de 2011 mostrou que a população de Livingston tinha aumentado para 56 269. Livingston é o segundo maior assentamento de Lothians a seguir a Edimburgo. Até 1963, a área envolvente da antiga vila de Livingston era composta por terrenos agrícolas, e a antiga vila é agora chamada Livingston Village.